# スクイーズ・ミー
「スクイーズ・ミー」（英語: Squeeze Me）は1925年にファッツ・ウォーラーが作曲したジャズのスタンダードの一曲。"The Boy in the Boat" という古いブルースの歌を元にしている。作詞はレコード制作を行なったクラレンス・ウィリアムズ (Clarence Williams) とされているが、ウォーラーと共作した作詞家アンディ・ラザフ (Andy Razaf) は歌詞は自身によるものだと述べており、これは当時の慣習やウィリアムズの評判からすればあり得ることといわれる。
この曲を収録した音楽家は多く、その中にはルイ・アームストロング、エディ・コンドン (Eddie Condon)、カウント・ベイシー、ミルドレッド・ベイリー (Mildred Bailey)、ジェームズ・P・ジョンソン (James P. Johnson)、ベッシー・スミス、ジミー・スミス、ダイナ・ワシントンなどがいる。